# El Artista (revista)
El Artista va ser una revista editada a Madrid entre 1835 i 1836, considerada un dels projectes més emblemàtics del Romanticisme espanyol.

## Descripció
Editada a Madrid, era impresa en la impremta de J. Sancha. S'acabarien publicant tres toms, que incloïen làmines: el primer de 312 pàgines, el segon de 310 i el tercer de 160. Va aparèixer entre 1835 i 1836. La publicació ha arribat a ser considerada la revista més significativa del Romanticisme espanyol. El Artista, a l'inrevés que una altra publicació contemporània com el Setmanari Pintoresc Espanyol que apostava per la xilografia, va fer ús de la litografia en l'apartat gràfic. El triomf econòmic i popular del Setmanari i el fracàs, en tots dos camps, d'El Artista, va tenir també aquí una profunda significació: a partir de llavors les revistes il·lustrades es van inclinar decididament pel gravat en fusta.
La revista va ser la plataforma de llançament de Federico de Madrazo, autor que signa quaranta-un làmines, mentre que el segon col·laborador més assidu, Carlos Luis de Ribera, només arriba a la meitat, vint. Quant a composicions literàries i crítiques, allí van fer les seves primeres branques Eugenio Ochoa amb setanta-tres col·laboracions, futur gendre de l'amo del Tívoli, i Pedro de Madrazo, l'altre fill de José de Madrazo, que va participar en la revista, amb vint-i-set. Els altres col·laboradors assidus d'El Artista van ser Santiago de Masarnau, que s'ocupa de qüestions musicals, amb vint-i-cinc articles; José Negrete, comte de Campo-Alange, amb dotze; Jacinto de Salas i Quiroga, autor d'onze col·laboracions, José d'Espronceda, que signa en la revista nou vegades; José Bermúdez de Castro, Luis de Usoz i Riu i Valentín Carderera, amb set articles cadascun, i José Zorrilla amb sis.
Entre les dones que van participar en les seves pàgines es troben Hélène Feillet, qui va publicar cinc làmines, amb una illustració de la «Cançó del pirata» d'Espronceda, i Rosario Weiss Zorrilla, copista de quadres cèlebres, ambdues, segons les pàgines de la revista, autores que «mereixen ser jutjades com a artistes».